# Условная дизъюнкция
Условная дизъюнкция — тернарная (имеющая 3 операнда) логическая операция, введенная Алонзо Чёрчем. Результат условной дизъюнкции аналогичен результату более общей тернарной условной операции (if q then p else r), которая в том или ином виде используется в большинстве языков программирования как один из способов реализации ветвления в алгоритмах. Для операндов p, q и r, которые определяют истинность суждения, значение условной дизъюнкции [p, q, r] определяется по формуле
{\displaystyle [p,q,r]\leftrightarrow (q\to p)\land (\neg q\to r).}
Другими словами, запись [p, q, r] эквивалентна записи: «Если q, то p, иначе r», которую можно переписать как «p или r, в зависимости от q или не q». Таким образом, для любых значений p, q и r значение [p, q, r] равно p, если q истинно, и равно r в противном случае.
В сочетании с константами, обозначающими каждое истинное значение, условная дизъюнкция является функционально полной для классической логики. Её таблица истинности выглядит следующим образом:
| {\displaystyle a} | {\displaystyle b} | {\displaystyle c} | {\displaystyle [a,b,c]} |
| ----------------- | ----------------- | ----------------- | ----------------------- |
| 0                 | 0                 | 0                 | 0                       |
| 0                 | 0                 | 1                 | 1                       |
| 0                 | 1                 | 0                 | 0                       |
| 0                 | 1                 | 1                 | 0                       |
| 1                 | 0                 | 0                 | 0                       |
| 1                 | 0                 | 1                 | 1                       |
| 1                 | 1                 | 0                 | 1                       |
| 1                 | 1                 | 1                 | 1                       |

Помимо условной дизъюнкции существуют и другие функционально полные тернарные операции.